# Ukrainsk
Ukrainsk (em ucraniano:  Українськ) é uma cidade da Ucrânia, situada no Oblast de Donetsk. Tem 4,2 km² de área e sua população em 2020 foi estimada em 10.837 habitantes.